# Võ Sĩ Ước
Võ Sĩ Hoạch (chữ Hán: 武士彠; 559 - 635), biểu tự Tín Minh (信明), còn được gọi là Võ Chu Thái Tổ. Ông một quan lại thời nhà Tùy và nhà Đường, được biết đến chủ yếu là cha của Võ Tắc Thiên.
Sinh thời khi làm quan, Võ Sĩ Hoạch được ban tới tước Quốc công. Ông mất trước khi con gái là Võ Tắc Thiên nhập cung. Khi Võ Tắc Thiên xưng Đế, bà đã truy tôn cha mình làm Hoàng đế.

## Cuộc đời
Võ Sĩ Hoạch quê ở Văn Thủy, Sơn Tây, là con trai của Võ Hoa, một thương nhân giàu có làm nghề buôn gỗ, cuộc sống gia đình tương đối khá giả, được triều Tùy ban chức Ưng Dương phủ đội chính (鷹揚府隊正). Những năm Đại Nghiệp thời Tùy Dượng Đế, Đường Cao Tổ, khi ấy giữ tước "Đường Quốc công", từng nhiều lần đến vùng Phần, Tấn và thăm nhà họ Võ. Hai bên có quan hệ thân thiết với nhau. Khi Lý Uyên lưu thủ Thái Nguyên, ông đi theo và được dùng làm Ti Khải tham quân (司铠参军). Khi nhà Đường thành lập, nhà họ Võ được Đường Cao Tổ hậu đãi, ban cho bổng lộc, đất đai và trang sức rất nhiều.
Năm Vũ Đức nguyên niên (618), Võ Sĩ Hoạch được phong làm Kim tử Quang Lộc đại phu, hàng Chính tam phẩm, lại gia thêm tước Thái Nguyên Quận công (太原郡公). Khi Đô đốc Lợi Châu là Lý Hiếu Thường (李孝常) mưu phản, bị xử tử, ông đảm nhiệm thay chức Đô đốc Lợi Châu (nay là Quảng Nguyên, Tứ Xuyên). Về sau, Võ Sĩ Hoạch được ban nhiều chức vị quan trọng, làm đến chức Đô đốc Kinh Châu (Giang Lăng, Hồ Bắc, Trung Quốc ngày nay) và Thượng thư bộ Công, tước Ứng Quốc công (應國公).
Năm Trinh Quán thứ 9 (635), Võ Sĩ Hoạch qua đời, thọ tầm 76 tuổi. Đường Thái Tông tặng làm Thượng thư bộ Lễ, ban thụy hiệu gọi là Định (定).
Vào những năm triều Đường Cao Tông, niên hiệu Vĩnh Huy, khi con gái ông là Võ Tắc Thiên trở thành Hoàng hậu, ông được đổi phong làm hàm Tư đồ, đổi tước phong làm "Chu Quốc công" thế tập truyền đời, nên thụy hiệu của ông đổi làm Chu Định công (周定公). Những năm Hàm Hanh (vẫn là Đường Cao Tông), ông được đổi thành Thái Nguyên Quận vương (太原郡王). Khi Võ Tắc Thiên trở thành Thái hậu, niên hiệu Quang Trạch, đã lại cho truy phong Võ Sĩ Hoạch làm Ngụy Định vương (魏定王), hàm Thái sư, ít lâu sau lại đổi thụy từ ["Định"] thành ["Trung Hiếu"], thành Ngụy Trung Hiếu vương (魏忠孝王). Mộ được gọi là Chương Đức lăng (章德陵).
Năm Vĩnh Xương nguyên niên (689), mùa xuân, Võ Thái hậu tôn Ngụy Trung Hiếu vương thành Trung Hiếu Thái Hoàng (忠孝太皇). Sau khi Võ Tắc Thiên chính thức xưng Hoàng đế, lại cho cải thành Hiếu Minh Cao hoàng đế (孝明高皇帝), mộ gọi là Hạo Lăng (昊陵). Dưới thời chắt ngoại Đường Huyền Tông, thụy hiệu của ông không phù hợp, nên ông được cho sửa thành Thái Nguyên Quận vương như dưới thời Cao Tông.

## Gia đình
Ban đầu, ông kết hôn với Lý thị, người đã sanh ra hai người con trai là Võ Nguyên Khánh và Võ Nguyên Sảng. Sau đó, ông cưới thêm Dương thị, xuất thân từ gia đình quý tộc hoàng gia nhà Tuỳ, người đã sanh ra ba người con gái là Võ Tắc Thiên, Võ Thuận và một người là phu nhân của Quách Hiếu Thuận (郭孝慎).
Nhận thấy Võ Tắc Thiên không thích may vá, thêu thùa và làm nội trợ, thay vào đó lại rất quan tâm đến việc đọc sách. Vì vậy ông đã khuyến khích con gái mình học chữ và đọc nhiều sách, trái ngược với tư tưởng thời bấy giờ là phụ nữ không cần phải học hành mà phải tập làm công việc nhà. Khi Võ Sĩ Hoạch qua đời, hai người con trai của ông đối với Dương thị rất vô lễ.

## Thân thuộc

#### Tổ tiên
- Bát thế tổ: Võ Niệm (武念; ? - 466) , thường xuyên lập công trạng dưới thời nhà Lưu Tống , nhậm đến Tuần phủ Quý Dương rồi Nam Dương , bị Viên Nghĩ (袁顗) giết chết , truy phong Tuy An hầu (绥安侯).
  - Thất thế tổ: Võ Hiệp (武洽) , nhậm quan đến Công bộ Thượng thư nhà Bắc Ngụy , sau được phong Tấn Dương công (晉陽公) , chuyển đến ở huyện Đại Lăng rồi mất tại đây.
    - Lục thế tổ: Võ Thần Quy (武神龟)
      - Cao tổ phụ: Võ Khắc Dĩ (武克己) , từng nhậm đến Tư đồ , sau được phong Thọ Dương công (壽陽公). Năm 684 , cải phong Lỗ quốc công (鲁国公) , sau lại tôn vị Thái Nguyên Tĩnh vương (太原靖王). Võ Tắc Thiên xưng Đế , truy phong Nghiêm Tổ Thành Hoàng đế (严祖成皇帝).
Cao tổ mẫu: Bùi thị (裴氏) , sau phong Lỗ quốc Phu nhân (魯國夫人) rồi Tĩnh vương phi (靖王妃). Võ Tắc Thiên xưng Đế , truy phong Thành Trang Hoàng hậu (成莊皇后).
        - Tằng tổ phụ: Võ Cư Thường (武居常) , thời Bắc Tề nhậm Trấn Nguyên Tướng quân. Năm 684 , cải phong Bắc Bình quận vương (北平郡王) , sau lại tôn vị Triệu Túc Cung vương (赵肃恭王). Võ Tắc Thiên xưng Đế , truy phong Túc Tổ Chương Kính Hoàng đế (肃祖章敬皇帝).
Tằng tổ mẫu: Lưu thị (劉氏) , sau phong Bắc Bình quận vương phi (北平郡王妃) rồi Cung vương phi (恭王妃). Võ Tắc Thiên xưng Đế , truy phong Chương Kính Hoàng hậu (章敬皇后).
          - Tổ phụ: Võ Kiệm (武儉) , thời Bắc Chu nhậm Tư nghị tham quân. Năm 684 , cải phong Kim Thành quận vương (魏义康王) , sau lại tôn vị Ngụy Nghĩa Khang vương (魏义康王). Võ Tắc Thiên xưng Đế , truy phong Liệt Tổ Hồn Nguyên Chiêu An Hoàng đế (烈祖渾元昭安皇帝). 
Tổ mẫu: Tống thị (宋氏) , sau phong Kim Thành quận vương phi (金城郡王妃) rồi Khang vương phi (康王妃). Võ Tắc Thiên xưng Đế , truy phong Chiêu An Hoàng hậu (昭安皇后).
            - Thân phụ: Võ Hoa (武華) , thời Tùy từng nhậm Thái thú Lạc Dương. Năm 684 , cải phong Thái Nguyên quận vương (太原郡王) , sau lại tôn vị Chu An Thành vương (周安成王). Võ Tắc Thiên xưng Đế , truy phong Hiến Tổ Lập Cực Văn Mục Hoàng đế (显祖立極文穆皇帝).   Thân mẫu : Triệu thị (趙氏) , sau phong Thái Nguyện quận vương phi (太原郡王妃) rồi Thành vương phi (成王妃). Võ Tắc Thiên xưng Đế , truy phong Văn Mục Hoàng hậu (文穆皇后).

#### Quyến thuộc
- Thê thiếp :

1. Tương Lý phu nhân (相里夫人) , nguyên phối , sinh hai con trai.
2. Dương phu nhân (楊氏; 579 - 670) , kế phối , xuất thân hoàng tộc nhà Tùy , con gái Thủy An hầu Dương Đạt (杨达) , sinh ba con gái. Sơ phong Đại quốc Phu nhân (代國夫人) , lần lượt cải phong Vinh quốc Phu nhân (荣国夫人) , Vệ quốc Phu nhân (衛國夫人) , Lỗ quốc Thái phu nhân (魯國太夫人) , Thái Nguyên vương phi (太原王妃) , Ngụy vương phi (魏王妃) , Võ Tắc Thiên xưng Đế thì được truy phong Trung Hiếu Thái hậu (忠孝太后) , cuối cùng là Hiếu Minh Cao Hoàng hậu (孝明高皇后).

- Em trai :

1. Võ Sĩ Lang (武士稜) , theo hầu Đường Cao Tổ kiến quốc , nhậm quan đến Thiếu khanh , được phong Tuyên Thành huyện công (宣城县公) , có một con trai.
2. Võ Sĩ Nhượng (武士讓) , tấn truy Sở vương (楚王) , vợ là Trịnh quốc phu nhân Dương thị (楊氏).
  1. Võ Hoài Lượng (武怀亮) , có vợ là Thiện thị (善氏).
  2. Võ Duy Lương (武惟良) , truy phong Kiến An quận vương (建安郡王) , có hai con trai.
  3. Võ Hoài Vận (武懷道) , có hai con trai.
  4. Võ Hoằng Độ (武弘度) , truy phong Cửu Giang quận vương (九江郡王) , có bốn con trai.
  5. Võ Du Chỉ (武攸止) , được phong Hằng An vương (恒安王) , có hai con trai , con gái sau này trở thành Trinh Thuận Hoàng hậu của Đường Huyền Tông Lý Long Cơ.
3. Võ Sĩ Dật (武士逸) , theo hầu Đường Cao Tổ kiến quốc , được phong An Lục huyện công (安陆县公) , khi mất truy phong Tán quốc công (酂国公). Võ Tắc Thiên xưng Đế , tấn truy Thục vương (蜀王). 
  1. Võ Chí Nguyên (武至元) , từng nhậm Lang trung , truy phong Thục vương (蜀王) , có hai con trai và một con gái.
  2. Võ Nhân Phạm (武仁範) , nhậm Huyện lệnh Văn Dương , sau được phong Hà Gian quận vương (河間郡王) , có ba con trai.
    1. Võ Trọng Quy ([武重规) , phong Cao Bình vương , có con gái là Võ hiền nghi của Đường Huyền Tông.

  3. Võ An Nghiệp (武安業)

- Con cháu :

1. Trưởng tử Võ Nguyên Khánh , mẹ là Tương Lý phu nhân , sau được truy phong Lương Hiến vương (梁宪王).
2. Nhị tử Võ Nguyên Sảng , mẹ là Tương Lý phu nhân , sau được truy phong Ngụy Đức vương (魏德王).
3. Trưởng nữ Võ Thuận , mẹ là Dương phu nhân. Lấy Hạ Lan An Thạch (賀蘭安石) , được phong Hàn Quốc phu nhân (韓國夫人) , được cho là tình nhân của Đường Cao Tông. Khi mất , truy phong Trịnh Quốc phu nhân (鄭國夫人).
4. Nhị nữ Võ Chiếu , hay Võ Tắc Thiên , mẹ là Dương phu nhân.
5. Tam nữ chết yểu , truy phong Quách Hiếu Thận phu nhân (郭孝慎夫人).

- Cháu chắt nội :

1. Võ Tam Tư (武三思; ? - 707) , con của Nguyên Khánh , được phong Lương Tuyên vương (梁宣王) , ngoại thích lớn của thời Đường. Vợ là Vương phi Vương thị (王氏) - hậu duệ của Vương Đức (王德).
  1. Võ Sùng Huấn (武崇訓; 683 - 707) , kết hôn với An Lạc công chúa , có một con trai.
  2. Võ Sùng Liệt (武崇烈) , phong Tân An vương (新安王).
  3. Võ Sùng Khiêm (武崇謙) , phong Lương công (梁公).
  4. Võ thị , lấy Diêm Tắc (阎则) - chắt của Diêm Lập Đức.
  5. Võ thị , phong Phương Thành Huyện chúa (方城县主) , lấy Tiêu Sùng Giản (薛崇简) - con trai của Tiết Thiệu và Thái Bình công chúa.
  6. Võ thị (696 - 744) , ban đầu lấy Trịnh mỗ , cải giá Chính Bình nam Bùi Quang Đình (裴光庭) , tư thông với Lý Lâm Phủ.
2. Võ Thừa Tự (武承嗣; 649 - 698) , con của Nguyên Sảng , được phong Ngụy vương (魏王) , ngoại thích lớn thời Đường. Vợ là Mỗ thị , có một người thiếp đến từ Bách Tế sinh Diên Tú.
  1. Võ Diên Cơ (武延基; 679 - 701) , kế thừa tước Ngụy vương , kết hôn với Vĩnh Thái công chúa Lý Tiên Huệ (李仙蕙) - con gái Đường Trung Tông , vì buông lời quở trách sủng nam của Võ Tắc Thiên mà bị xử tử , được chôn cất tại Càn lăng.
  2. Võ Diên Nghĩa (武延義) , kế thừa tước vị sau khi anh trai bị giết , sau bị giáng làm Ngụy quốc công (魏国公).
  3. Võ Diên An (武延安) , phong Hình công (邢公).
  4. Võ Diên Thọ (武延壽) , phong Yến công (燕公). 
    1. Võ thị , phong Thái Nguyên quận phu nhân (太原郡夫人) , kết hôn với Yến vương Mộ Dung Hi Quang (慕容曦光).
    2. Võ thị , phong Bình Dương quận phu nhân (平阳郡夫人) , kết hôn với Trường Nhạc phó sứ Mộ Dung Uy (慕容威) - chắt nội của Mộ Dung Nặc Hạt Bát.

  5. Võ Diên Quang (武延光).
  6. Võ Diên Tú (武延秀; 685 - 710) , mẹ là thị thiếp người Bách Tế , tư thông rồi trở thành chồng sau của An Lạc công chúa sau cái chết của anh trai. Được phong Hằng công (恆公) , có ý mưu phản , cùng vợ bị Thái Bình công chúa cùng Lý Long Cơ ra lệnh xử tử.
  7. Võ thị , lấy Trịnh Khắc Nghệ (郑克乂) , con trai An Định công chúa - ấu nữ của Đường Cao Tổ và là dưỡng nữ của Võ Tắc Thiên.

- Cháu ngoại :

1. Hạ Lan Mẫn Chi (賀蘭敏之; 642 - 671) , con của Võ Thuận , được phong Chu quốc công (周國公). Dung nhan thanh tú , có quan hệ trái đạo với Dương phu nhân và em họ là Thái Bình công chúa , sau lại cưỡng bức con gái của Dương Tư Kiên (杨思俭) vốn được chọn làm chính thê của Thái tử Lý Hoằng ; chuyện này khiến Võ Tắc Thiên vô cùng phẫn nộ , đày đến Lôi Châu. Trên đường đi qua Thiều Châu thì thắt cổ tự sát , gia quyến bị đày đến Lĩnh Nam. Vợ là Dương thị (楊氏) được phong Hoằng Nông quận Thái phu nhân (弘農郡太夫人) , có một con trai là Hạ Lan Uyển (賀蘭琬) nhậm Quang lộ đại phu.
2. Ngụy quốc phu nhân Hạ Lan thị , con của Võ Thuận , nhan sắc vô cùng xinh đẹp , cùng mẹ trở thành tình nhân của Đường Cao Tông.
3. Hiếu Kính Hoàng đế Lý Hoằng , con của Võ Tắc Thiên.
4. Chương Hoài Thái tử Lý Hiền , con của Võ Tắc Thiên.
5. Đường Trung Tông Lý Hiển , con của Võ Tắc Thiên.
6. Đường Duệ Tông Lý Đán , con của Võ Tắc Thiên.
7. An Định Tư công chúa , con của Võ Tắc Thiên.
8. Thái Bình Công chúa , con của Võ Tắc Thiên.